# Richard Falk
Pour les articles homonymes, voir Falk.
Richard Anderson Falk (né en 1930) est professeur américain de droit international à l'université de Princeton, écrivain (auteur ou coauteur de 20 livres), directeur ou codirecteur de la rédaction de 20 autres livres, conférencier et militant dans les affaires mondiales. Il a aussi été nommé à deux postes des Nations unies liés aux territoires palestiniens. Depuis le 26 mars 2008, il est rapporteur spécial des Nations unies sur la « situation des droits de l'homme dans les territoires palestiniens occupés depuis 1967 ». Il suscite la controverse pour son soutien à des théories complotistes. 

## Vie et œuvre
Falk a décrit son milieu familial comme un « milieu juif assimilationniste qui niait quasiment l'aspect ethnique de la judaïté » et s'est décrit plus récemment comme « un Juif américain ».
Falk obtient un baccalauréat en science économique de la Wharton School à l'université de Pennsylvanie, un baccalauréat en droit de l'université Yale et un doctorat en sciences du droit (S.J.D.) de l'université Harvard. Il est professeur de droit international et de droit criminel au Collège de droit de l'université d'État de l'Ohio de 1956 à 1961, année où il se joint au corps professoral de l'université de Princeton jusqu'à ce qu'il la quitte en 2001 après avoir occupé la chaire Albert G. Milbank de droit et de pratique des affaires internationales. Il est professeur du programme d'études mondiales et internationales à l'université de Californie à Santa Barbara depuis 2002,,.
Falk a publié plusieurs livres et essais analysant la légalité de la guerre du Vietnam et d'autres opérations militaires. Au sujet de l'opération liberté irakienne, il a écrit qu'il était « inévitable qu'un observateur objectif arriverait à la conclusion que cette guerre d'Irak est un crime d'agression et revient à ce titre à un crime contre la paix du genre pour lequel les dirigeants allemands qui avaient survécu ont été inculpés, poursuivis et punis au procès de Nuremberg intenté peu après la Seconde Guerre mondiale ».
Il fait partie des comités de rédaction des périodiques The Nation et The Progressive et préside le conseil de la Nuclear Age Peace Foundation. Il a déjà fait partie du conseil consultatif du World Federalist Institute et de l'American Movement for World Government.
De 1999 à 2000, Falk a fait partie de la Commission internationale indépendante sur le Kosovo,.
En 2021, il rejoint le Berlin Group 21, composé de personnalités connues pour propager des théories complotistes.

## Commission d'enquête des Nations unies sur les droits de l'homme dans les territoires palestiniens
En 2001, Falk a fait partie de la commission d'enquête sur les territoires palestiniens, créée par le Haut-Commissariat des Nations unies aux droits de l'homme (HCDH), avec John Dugard, Sud-Africain en poste à l'université de Leyde aux Pays-Bas, et Kamal Hussein, ancien ministre des Affaires étrangères du Bangladesh. 
Selon Falk, il y avait deux grands enjeux. « Le premier consiste à déterminer si les conditions de l'occupation sont telles qu'elles confèrent aux Palestiniens un certain droit de résistance. Et s'ils l'ont, quelles sont les limites de ce droit ? […] Le second enjeu de l'enquête en cours consiste à déterminer comment Israël, en tant que puissance occupante, s'acquitte de son obligation de protéger la société soumise à son pouvoir. » Après son enquête, la commission a déposé son rapport intitulé Question of the Violation of Human Rights in the Occupied Arab Territories, including Palestine.

## Rapporteur spécial des Nations unies sur les droits de l'homme en Palestine
Le 26 mars 2008, le Conseil des droits de l'homme des Nations unies (CDH) a désigné Falk titulaire du mandat de « rapporteur spécial sur la situation des droits de l'homme dans les territoires palestiniens occupés depuis 1967 ». Falk remplaçait le professeur sud-africain John Dugard, spécialiste de l'apartheid, qui a quitté son poste en juin 2008 après sept ans.
Selon un communiqué de presse de l'ONU, l'ambassadeur d'Israël auprès de l'ONU de l'époque, Yitzhak Levanon, a dit que le mandat de ce rapporteur spécial « était irrémédiablement déséquilibré […] redondant au mieux et malveillant au pis ». À propos de cette déclaration de Falk que ce n'était pas « une exagération irresponsable d'associer le traitement des Palestiniens au bilan nazi judiciarisé d'atrocité collective », Levanon a argué que « quelqu'un qui avait publiquement, et de façon répétée, adopté de telles prises de position ne pouvait être tenu pour indépendant, impartial ou objectif ». Il a ajouté que le Conseil des droits de l'homme « manquait l'occasion » de jeter « les bases d'une meilleure collaboration avec Israël ».
L'ancien ambassadeur des États-Unis aux Nations unies, John Bolton, a critiqué la nomination de Falk au Conseil des droits de l'homme des Nations unies en déclarant : « C'est exactement pourquoi nous avons voté contre le nouveau conseil des droits de l'homme. » Il a ajouté : « On l'a choisi pour une raison, et ce n'est pas pour avoir une évaluation objective ; l'objectif est de trouver plus d'arguments pour s'attaquer à Israël. »
L'ambassadeur d'Israël auprès de l'ONU à Genève, Yitzhak Levanon, a critiqué la nomination de Falk en s'adressant au Conseil en ces termes : « Il a pris part à la mission d'enquête de l'ONU qui a établi que l'attentat-suicide était une méthode acceptable de « résistance ». Il a de façon préoccupante accusé Israël de « tendances génocidaires », ainsi que de tenter d'établir la sécurité par le terrorisme d'État. » Le gouvernement d'Israël a annoncé qu'il refuserait d'accorder à Falk un visa pour Israël, la Cisjordanie et la bande de Gaza, au moins jusqu'à la session de septembre 2008 du Conseil des droits de l'homme.
En décembre 2013, à la suite de ses déclarations à la télévision russe en anglais dans lesquelles Falk accuse Israël « d'intentions génocidaires envers les Palestiniens », le Canada et les États-Unis ont demandé son éviction de ses fonctions à l'ONU, condamnant ses propos qu'ils jugent « abjects », « choquants » et à « caractère antisémite ». Le Canada avait déjà demandé par le passé son renvoi pour ses « nombreuses déclarations antisémites scandaleuses ». John Baird, le ministre canadien des Affaires étrangères, a déclaré que ces déclarations démontrent « l’absurdité totale de ses fonctions de rapporteur spécial des Nations unies ». Jen Psaki, porte-parole du département d’État américain a souligné que l'administration américaine avait condamné les caricatures antisémites publiées par Falk sur son blog ainsi que son soutien aux théories conspirationnistes à propos des attentats du 11 septembre 2001 et ses déclarations au sujet des attentats du marathon de Boston,.

## Opinions notables

### Défense des actes violents de protestation contre la guerre du Vietnam
En octobre 1973, Falk prend la défense de Karleton Armstrong, qui a plaidé coupable d'avoir commis un attentat à la bombe contre le Centre de recherches mathématiques de l'armée à l'université du Wisconsin (cet attentat avait tué un chercheur qui y travaillait et blessé quatre autres personnes). Selon le New York Times, il « a demandé une amnistie complète pour tous les objecteurs de conscience, y compris ceux qui recourent à la violence pour s'opposer à la guerre « illégale, immorale et criminelle » du Vietnam ». Il « a cité le précédent du procès de Nuremberg pour affirmer en défense que les citoyens américains avaient « le droit, et peut-être le devoir, » de s'opposer activement à la guerre par n'importe quel moyen. Il a donné les bombardements de civils, les actes d'« agression » contre le Laos et le Cambodge, la destruction écologique à grande échelle et la « tromperie » par des raids « clandestins » et des « mensonges » officiels pour preuve de la nature criminelle de cette guerre. » Selon Falk, les scientifiques qui travaillaient au centre étaient « susceptibles d'être poursuivis » pour complicité dans des crimes de guerre, en fonction de l'ampleur de leurs connaissances et de leur participation, suivant les préceptes du code de Nuremberg, qui avait été établi avec l'aide du gouvernement américain. Selon Ronald Christenson, professeur de sciences politiques au Collège Gustavus Adolphus, Falk « a cité le précédent de Nuremberg pour arguer que les individus avaient le droit de faire cesser un crime, « même en commettant un crime moindre », le principe étant que « les individus sont comptables de l'application des lois de guerre dans n'importe quelle situation ».

### Opinions sur l'Ayatollah Khomeini en 1979
Début 1979, alors qu'il était professeur de droit international à Princeton, Falk rejoint un groupe d'Américains rendant visite à l'ayatollah Rouhollah Khomeini alors en exil en France. Khomeini est à cette époque peu connu en dehors de l'Iran, mais est un leader des mouvements de protestation de masse contre le shah qui apparaissent avec la révolution iranienne. Ce dernier est alors un allié important et de longue date des États-Unis, mais il est sous les feux de la critique au sujet des droits de l'homme en Iran. Khomeini deviendra par la suite le leader suprême d'Iran.
Le 16 février, deux semaines après le retour de Khomeini en Iran pour y diriger la révolution, Falk en fait l'apologie. Dans un éditorial d'opinion publié dans le New York Times, il condamne la présentation de Khomeini faite par certains dirigeants américains qui estiment qu'il serait « fanatique, réactionnaire et imbu de lourds préjugés », dans laquelle il voit une volonté calculée d'effrayer.
En arguant qu'on peut se fier aux déclarations antérieures de Khomeini, Falk explique que Khomeini a l'habitude d'exprimer ses opinions réelles de façon provocante et sans excuse, quelles qu'en soient les conséquences. Il semble presque incroyable que l'on pense que l'ayatollah Khomeini déguise sa pensée. Il ajoute qu'en « ayant créé un nouveau modèle de révolution populaire basé pour l'essentiel sur une approche non violente, l'Iran peut nous fournir un modèle qui faisait cruellement défaut pour le gouvernement humain d'un pays du tiers-monde ».
Falk est critiqué par plusieurs commentateurs pour ses observations,, et il changera d'avis sur le régime de Khomeini. Après que le régime iranien aura limogé, arrêté et tué des dissidents, Falk le qualifiera de « terroriste ».

### Le 11 septembre 2001 et le gouvernement Bush
En 2004, Falk préface le livre The New Pearl Harbor: Disturbing Questions About the Bush Administration and 9/11 de David Ray Griffin, dans lequel l'auteur soutient que le gouvernement Bush était complice des attentats du 11 septembre 2001. Dans sa préface, Falk dit : 

« Des questions ont été mises en avant ici et là ainsi que des allégations d'une complicité des autorités depuis à peu près le jour des attentats, en particulier en Europe, mais personne avant Griffin n'a eu la patience, la force morale, le courage et l'intelligence de réunir les pièces dans un tout cohérent. »

Il y préconise qu'une commission officielle approfondisse ces questions, y compris le rôle que les néo-conservateurs ont pu jouer dans ces attentats. En 2004, il signe aussi une pétition du 9/11 Truth Movement, qui demande une nouvelle enquête sur ceux-ci. En 2009, Falk répond qu'il signerait à nouveau cette pétition et ajoute que la demande d'une enquête sur des questions qui n'ont jamais obtenu de réponses satisfaisantes ne fait du requérant ni un membre du 9/11 Truth Movement ni le partisan d'une théorie de la conspiration.

Falk a aussi écrit un chapitre du livre 9/11 and American Empire: Intellectuals Speak Out de Griffin en 2006. En novembre 2008, Falk écrit dans The Journal, publication estudiantine d'Édimbourg, en Écosse : 

« Dans de telles circonstances, ce n'est pas de la paranoïa que de supposer que les élites de la structure gouvernementale américaine ont quelque chose à cacher et beaucoup d'explications à donner. Ce que le “9/11 Truth Movement” n'a pas établi, c'est […] une autre version des événements qui élucide la mesure dans laquelle les attentats ont résulté ou non d'une incompétence, d'une inaction délibérée ou d'une complicité manifeste […] L'incapacité persistante de régler cette controverse fondamentale sur le 11 septembre entache subtilement la légitimité du gouvernement américain. Seule peut la pallier le désir, si tardif soit-il, de rétablir la vérité sur ce jour-là et d'expliquer la suppression prolongée de cette dernière. »

À la session tenue par le Conseil des Nations unies aux droits de l'homme en juin 2008, le directeur exécutif de UN Watch, Hillel Neuer, attaque Falk sur ses déclarations en ces termes : « Pourriez-vous nous dire quelle crédibilité, selon vous, auront vos rapports quand des journaux à grand tirage comme le Times de Londres commentent votre appui des théories conspirationnistes de David Ray Griffin, qui soutient, et je cite l'article du Times du 15 avril, « qu'aucun avion n'a frappé le Pentagone […] et que le World Trade Center s'est effondré à cause d'une démolition contrôlée » ? » Le représentant de l'Égypte s'y objecte en rappelant le règlement et demande que cette intervention soit rayée du procès-verbal, mais le président du Conseil, Doru Costea, écarte l'objection et rejette la demande de radiation.
En janvier 2011, Susan Rice, ambassadrice des États-Unis aux Nations unies, propose que Falk soit démis de ses fonctions à l'ONU après qu'il eut affirmé sur son blogue qu'il y avait eu un « étouffement manifeste de l'affaire » des attentats du 11 septembre 2001 par les autorités américaines. Falk y ajoute que « ce qui est peut-être plus affligeant que cet étouffement d'une affaire est le silence étrange des médias traditionnels, qui ne sont pas disposés à reconnaître les doutes bien attestés que soulève la version officielle des événements : une opération d'Al-Qaïda menée à l'insu des autorités gouvernementales ». Le secrétaire général des Nations unies, Ban Ki-moon, condamne aussi ces commentaires de Falk en ces termes : « Je condamne ce genre de rhétorique incendiaire, c'est absurde, c'est un affront à la mémoire des plus de 3 000 personnes qui sont mortes dans cette attaque tragique. ». Il suggère que Falk ne devrait pas garder sa charge à l'ONU.

### Déclarations sur le conflit israélo-palestinien
Dans un éditorial du Nation de 2002, Falk critique fortement l'opération Rempart dans laquelle il voit du « terrorisme d'État ». Il juge l'incursion de chars et d'hélicoptères israéliens dans toute la Palestine occupée aussi « horrifiante » que l'attentat palestinien du 27 mars contre l'hôtel Park de Netanya. Il affirme qu'une « majorité écrasante » des membres du Conseil de sécurité de l'ONU et la commission d'enquête des Nations unies sur les droits de l'homme dont il faisait partie ont pleinement souscrit à l'interprétation du déroulement de la Seconde Intifada selon laquelle « la résistance palestinienne a perdu peu à peu ses options militaires et les attentats-suicides ont semblé le seul moyen dont elle disposait encore pour causer assez de tort à Israël pour pouvoir poursuivre la lutte ». L'enquête des Nations unies était arrivée à la conclusion qu'Israël était le principal responsable de l'escalade de la violence et que sa riposte aux attaques des Palestiniens avait impliqué de nombreuses violations du droit humanitaire international.
Dans l'article Slouching toward a Palestinian Holocaust de juin 2007, Falk compare certaines politiques israéliennes à l'égard des Palestiniens aux opérations nazies de punition collective et est d'avis qu'Israël planifie peut-être un Holocauste comme l'Allemagne nazie l'a fait. Se disant juif américain, il ajoute que son emploi du terme « holocauste » « représente un appel plutôt désespéré aux gouvernements du monde et à l'opinion internationale pour qu'ils agissent d'urgence pour que ces tendances génocidaires n'aboutissent pas à une tragédie collective ». Il ajoute qu'« il ne faut pas prendre cette comparaison à la lettre », mais « un type de criminalité associé aux politiques d'Israël à Gaza a bien été appuyé par les grandes démocraties du XXIe siècle ». Falk avance que les États-Unis, l'Union européenne et des États arabes ont été complices d'un « type de criminalité » comme l'ont été les États qui ont laissé Hitler opprimer les Juifs allemands dans les années 1930. Il nie aussi que le Hamas soit encore une organisation terroriste depuis sa victoire aux élections palestiniennes et ajoute que la direction du Hamas révélait le désir de travailler avec d'autres groupes palestiniens à « l'acceptation de l'existence d'Israël si ce dernier acceptait de retourner aux frontières de 1967 » conformément aux résolutions 242 et 338 du Conseil de sécurité. Il qualifie le désengagement de la bande de Gaza de « frime », Israël ayant réussi (au moment où il s'exprime) à tuer plus de 300 Gazaouis depuis son « prétendu départ » ; et affirme que le blocus israélien de la bande de Gaza a mené sa population au bord de la famine, imposant une « existence inhumaine à une population » par diverses formes de « punition collective », et que le maintien de l'approche israélienne dans les circonstances actuelles tient « bien du génocide ». À la fin de décembre 2009, Falk critique à nouveau ce blocus et demande qu'Israël soit menacé de sanctions économiques s'il ne le lève pas.
Falk a répondu aux critiques en ces termes : « Si ce genre de situation avait existé, par exemple, à cause de la manière dont la Chine traitait le Tibet ou dont le gouvernement soudanais traitait le Darfour, je pense que l'on n'aurait pas scrupule à faire cette comparaison. » Il attribue ce scrupule à critiquer les politiques d'Israël à « la sensibilité historique particulière du peuple juif et à l'aptitude de cet État à éviter que l'on compare ses politiques au droit international et à la moralité ».
Le 9 décembre 2008, les Nations unies publient une déclaration que Falk a faite à titre de « rapporteur spécial ». Il signale que le secrétaire général des Nations unies Ban Ki-moon, le président de l'Assemblée générale Miguel d'Escoto Brockmann et la haut commissaire des Nations unies aux droits de l'homme Navi Pillay, entre autres hauts fonctionnaires, se sont dits préoccupés par le « sort désespéré » de la population civile à Gaza. Il déclare qu'« Israël maintient toujours son siège, dans toute sa fureur, permettant l'entrée d'à peine assez de nourriture et de carburant pour empêcher la maladie et la famine massives ». Falk expose les mesures à prendre pour éviter une « catastrophe humanitaire ». « Au minimum, un effort urgent devrait être mis en œuvre par les Nations unies pour appliquer la norme de la « responsabilité de protéger » une population civile soumise à une punition collective équivalent[e] à un crime contre l'humanité. » Selon lui, la Cour pénale internationale devrait « déterminer si les dirigeants civils et militaires israéliens responsables du siège de Gaza ne devraient pas être inculpés et poursuivis pour violation du droit pénal international, ».
Le 27 décembre 2008, Falk publie une déclaration où il qualifie les frappes aériennes de la bande de Gaza déclenchées par Israël de « crimes de guerre » ou de « crimes contre l'humanité » parce qu'elles constituent une punition collective, qu'elles visent des civils et qu'elles sont une riposte militaire disproportionnée aux tirs de roquettes du Hamas contre Ïsraël. Il affirme que ce pays n'a pas fait cas des mesures diplomatiques prises par le Hamas pour rétablir le cessez-le-feu qui expirait la veille et condamne les pays qui ont apporté un appui militaire à Israël et participé au siège de Gaza. Dans un article du Houston Chronicle, il réaffirme qu'il a « invité la Cour pénale » à enquêter sur les dirigeants israéliens responsables de violations possibles du droit pénal international.
En mars 2009, Falk déclare que l'offensive d'Israël à Gaza semble constituer un crime de guerre « de la plus grande ampleur ». Il recommande qu'un groupe indépendant soit créé pour enquêter sur les crimes de guerre commis par les deux parties. Le gouvernement du Royaume-Uni réagit au rapport de Falk en déclarant que « le rapport du rapporteur spécial du Conseil des Nations unies aux droits de la personne est non équilibré et peu utile. Richard Goldstone, chef de la mission d'établissement des faits du Conseil des droits de l'homme chargée « d'enquêter sur toutes les violations du droit international humanitaire et des droits de l'homme commis à tout moment dans le contexte des opérations menées à Gaza entre le 27 décembre 2008 et le 18 janvier 2009, avant, pendant ou après », a déclaré qu'il tiendrait compte « des propositions, des recommandations, des facteurs et des rapports pertinents », y compris ceux de Richard Falk. Israël a refusé de collaborer avec Goldstone, qui a dit qu'il était choqué par la dévastation de Gaza et qu'il n'était pas optimiste quant à la possibilité de procès pour crimes de guerre.
Falk siège au conseil consultatif du FFIPP-USA (Faculty for Israeli-Palestinian Peace-USA), réseau de professeurs et d'étudiants d'Israël, de la Palestine et d'autres pays, qui travaille pour la fin de l'occupation des territoires palestiniens par Israël et une « paix juste ». Il se rend au Palestine Center de Washington en octobre 2009 pour donner une conférence intitulée « Imagining Israel-Palestine Peace: Why International Law Matters » (Imaginer la paix israélo-palestinienne : l'importance du droit international).

Dans le rapport final qu'il dépose à titre de rapporteur spécial des Nations unies, Falk précise l'allégation qu'Israël pratique une politique d'apartheid dans les territoires palestiniens :

« C’est cette structure générale d’apartheid, manifeste dans le territoire palestinien occupé, qui rend l’allégation de plus en plus crédible malgré les différences entre les caractéristiques propres à l’apartheid sud-africain et celles du régime imposé dans le territoire palestinien occupé. On peut se poser la question de savoir si les Juifs et les
Palestiniens sont des « groupes raciaux », au sens où l’entendent ces instruments juridiques. Nous allons exposer quelques traits saillants d’apartheid, même s’il n’est pas possible, faute de place, de donner un compte rendu détaillé de ces caractéristiques de l’occupation. Il existe d’ailleurs un rapport d’experts, fiable et convaincant, qui expose en détail le caractère d’apartheid de l’occupation israélienne. Les traits d’apartheid les plus saillants de l’occupation israélienne sont les suivants : une citoyenneté préférentielle, les perquisitions et des lois et pratiques en matière de lieu de résidence qui empêchent les Palestiniens résidant en Cisjordanie ou à Gaza de recouvrer leurs biens ou d’acquérir la citoyenneté israélienne, alors que le droit des Juifs au retour donne à tout Juif, où qu’il soit dans le monde et même sans attache préalable avec Israël, le droit de se rendre dans ce
pays, d’y résider et de devenir citoyen israélien ; des lois différenciées en Cisjordanie et à Jérusalem-Est, favorisant les colons juifs qui relèvent de la justice civile israélienne et jouissent de la protection de la Constitution alors que les résidents palestiniens relèvent de l’administration militaire ; des dispositions inégales et discriminatoires appliquées aux déplacements en Cisjordanie et à destination ou en provenance de Jérusalem ; des politiques discriminatoires en matière de propriété foncière, d’occupation et d’utilisation des sols ; des restrictions considérables imposées aux déplacements des Palestiniens, en particulier des postes de contrôle qui limitent différemment les mouvements des Palestiniens et ceux des colons israéliens ; des conditions d’obtention de permis d’entrée et de documents d’identité extrêmement pénibles pour les seuls Palestiniens ; des démolitions de
maisons en représailles ; des expulsions et des restrictions imposées à l’entrée et à la sortie des trois parties du territoire palestinien occupé. »

 En 2011, Falk affirme que les politiques d'Israël à Jérusalem se traduisent par une forme de « nettoyage ethnique » des Palestiniens et engage le Conseil des droits de l'homme à demander à la Cour internationale de justice d'enquêter pour déterminer si l'occupation prolongée de la Cisjordanie et de Jérusalem-Est par Israël comprend des éléments de « colonialisme, d'apartheid et de nettoyage ethnique non conformes au droit humanitaire international ».

### Libye
Pendant la guerre civile libyenne de 2011, Falk publie dans Al Jazeera un op-ed où il s'oppose aux propositions d'une intervention militaire internationale. Il y déclare qu'elle serait illégale en droit international, vu que « le gouvernement Kadhafi, si antipathique soit-il pour des raisons humanitaires, demeure le représentant diplomatique légitime d'un État souverain ». Il ajoute que toute intervention serait favorable à l'insurrection plutôt que défavorable à cette dernière. Il critique aussi des politiques américains qui ont appuyé l'intervention en ces termes : « Il semble que nombre des républicains qui se focalisent sur le déficit, même si la compression des dépenses publiques punit les pauvres en une période de chômage élevé et de saisies nombreuses de maisons hypothéquées, paieraient volontiers des milliards de dollars pour financer des actes de guerre en Libye. »
Dans un op-ed du Today's Zaman, Falk argue qu'au contraire des protestations observées dans d'autres pays, l'opposition libyenne a reposé sur la force militaire « presque dès le début » et que la réaction politique violente de l'intérieur au régime de Kadhafi semble pleinement justifiée comme « expression de l'autodétermination de la Libye ». Falk ajoute que la communauté internationale est intervenue non pas pour protéger les civils, mais pour assurer la victoire des rebelles et la défaite de Kadhafi.

## Polémique au sujet d'une caricature antisémite
En juillet 2011, l'Anti-Defamation League dénonce la présence, sur le blog de Richard Falk, d'une caricature qu'elle juge antisémite et porteuse d'un « message de haine envers les juifs et les Américains ». La caricature dépeint un chien portant une kippa ornée d'une étoile de David, dévorant des ossements humains ensanglantés, et urinant sur la Justice tandis que cette dernière, les yeux bandés, détourne le visage,.
En réaction, UN Watch demande à la Haut Commissaire des Nations unies pour les droits de l'homme, Navi Pillay, de condamner Richard Falk. Mme Pillay répond que la caricature est « antisémite et condamnable ». Les États-Unis qualifient quant à eux le comportement de Falk de « honteux et scandaleux », en particulier pour un représentant des Nations unies, et appellent également à sa démission,.
Richard Falk retire finalement la caricature de son blog en expliquant qu'il ne s'est pas rendu compte initialement qu'elle avait un caractère antisémite, ayant perçu la kippa comme étant un casque.

## Publications
Sauf mention contraire, les publications citées sont en anglais.
- Essays on Espionage and International Law, avec Quincy Wright, Julius Stone et Roland J. Stanger ; Ohio State University Press, 1962.
- Security in Disarmament, avec Richard J. Barnet et Woodrow Wilson, Princeton University Press, 1965.
- Toward a Theory of War Prevention, avec Saul H. Mendlovitz, Transaction Publishers, 1966.
- Strategy of World Order, volumes I à IV, publié sous sa direction et celle de Saul H. Mendlovitz, World Law Fund, 1966–1967.
- Legal Order In A Violent World, Princeton University Press, 1968.
- International Law And Organization: An Introductory Reader, avec Wolfram F. Hanrieder, Lippincott, 1968.
- The Six Legal Dimensions of the Vietnam War, Princeton University Press, 1968.
- In the Name of America : The Conduct of the War in Vietnam by the Armed Forces of the U.S., avec Seymour Melman, E.P. Dutton, 1968.
- The Vietnam war and international law, publié sous la direction de Richard A. Falk et de Wolfram F. Hanrieder; J. B. Lippincott, 1968.
- A Global Approach to National Policy, Harvard University Press, 1975.
- Crimes of War: A Legal, Political-Documentary, and Psychological Inquiry into the Responsibility of Leaders, Citizens, and Soldiers for Criminal Acts in Wars, avec Gabriel Kolko et Robert Jay Lifton, Random House, 1971.
- The United Nations and a Just World Order, avec Samuel S. Kim et Saul H. Mendlovitz, Westview Press, 1991.
- This Endangered Planet, Random House, 1971.
- Regional Politics and World Order, avec Saul H. Mendlovitz, W.H.Freeman & Co Ltd, 1973.
- A Study of Future Worlds, Free Press, 1975.
- The Vietnam War and International Law, vol. IV, « The Concluding Phase », direction : Richard A. Falk, Princeton University Press, 1976.
- Human Rights and State Sovereignty, Holmes & Meier Publishers, 1981.
- International Law: A Contemporary Perspective, collection Studies on a Just World Order, no  2, avec Friedrich Kratochwil et Saul H. Mendlovitz, Westview Press, 1985.
- Revolutionaries and Functionaries, Dutton Adult, 1988.
- The Promise of World Order: Essays in Normative International Relations, Temple University Press, 1988.
- Explorations at the Edge of Time: The Prospects for World Order, Temple University Press, 1993.
- On Humane Governance : Toward a New Global Politics : A Report to the World Order Models Project, Pennsylvania State University Press, 1995.
- Indefensible Weapons: The Political and Psychological Case Against Nuclearism, avec Robert Jay Lifton, House of Anansi Press, 1998.
- Predatory Globalization: A Critique, Polity, 1999.
- Human Rights Horizons: The Pursuit of Justice in a Globalizing World, Routledge, 2001.
- Reframing the International: Law, Culture, Politics, Routledge, 2002.
- Unlocking the Middle East: The Writings of Richard Falk, direction : Jean Allain, Olive Branch Press, 2002.
- In Pursuit of the Right to Self-Determination : Collected Papers & Proceedings of the First International Conference on the Right of Self-Determination & the United Nations, direction : Y. N. Kly et D. Kly, préface de Richard Falk, Clarity Press, 2001.
- Religion and Humane Global Governance, Palgrave Macmillan, 2001.
- The Great Terror War, Interlink Publishing Group, 2002.
- The Declining World Order: America's Imperial Geopolitics, Routledge, 2004.
- The Record of the Paper: How the New York Times Misreports US Foreign Policy, avec Howard Friel, Verso, 2004.
- Crimes of War: Iraq, avec Irene Gendzier et Robert Jay Lifton, Nation Books, 2006.
- The Costs of War: International Law, the UN, and World Order after Iraq, Routledge, 2007.
- Israel-Palestine on Record: How the New York Times Misreports Conflict in the Middle East, avec Howard Friel, Verso, 2007.
- Achieving Human Rights, Routledge, 2008.
- International Law and the Third World : Reshaping Justice, avec Balakrishnan Rajagopal et Jacqueline Stevens, Routledge-Cavendish, 2008.
- The Path to Zero: Dialogues on Nuclear Dangers, avec David Krieger, Paradigm Publishers, 2012
- Prospects of International Law, Polity Press, 2012
- (Re)imagining Humane Global Governance, Routledge, 2014
- Chaos and Counter-Revolution: after the Arab Spring, Zed Books, 2015
- Humanitarian Intervention and Legitimacy Wars: Seeking Peace and Justice in the 21st Century, Routledge, 2015.
- Power Shift: on the New Global Order, Zed Books, 2016.
- Palestine's Horizon: Toward a Just Peace, Pluto Press, 2017
- Liberating the United Nations: Realism with Hope, avec Hans-Christof von Sponeck, Stanford University Press, 2024  (ISBN 9781503638211)